# Volker Lehnert
Volker Lehnert (* 20. April 1956 in Saarbrücken) ist ein deutscher Maler, Zeichner, Grafiker, Kunstpädagoge und Hochschullehrer.

## Leben
Nach dem Abitur in Saarbrücken absolvierte Lehnert von 1976 bis 1981 ein Studium der Bildenden Kunst, Kunstgeschichte und Germanistik an der Universität Mainz (Akademie für Bildende Künste). Seine Ausbildung schloss er mit dem Ersten und Zweiten Staatsexamen für das Künstlerische Lehramt ab.
Von 1996 bis 2000 lehrte er als Professor für Zeichnung an der Hochschule Niederrhein in Krefeld. Im Jahre 2000 wurde er auf eine Professur für Allgemeine künstlerische Ausbildung an der Staatlichen Akademie der Bildenden Künste Stuttgart berufen. Seit 2007 ist er Prorektor der Hochschule. Er lebt in Stuttgart und Witten. Volker Lehnert ist mit der Künstlerin und Hochschullehrerin Bettina van Haaren verheiratet.

## Ausstellungen (Auswahl)

### Einzelausstellungen
- 1983: Städt. Galerie Mainz
- 1985: Galerie Weinand-Bessoth, Saarbrücken
- 1989: Galerie Barbara Kippenberger, Köln
- 1992: Galerie Egbert Baqué, Berlin
- 1993: Galerie Johannes Schilling, Köln
- 1994: „Tuscania“, Galerie Egbert Baqué, Berlin
- 1995: „Tuscania“, Museum St. Wendel
- 1996: Galerie pro arte, Freiburg; Galerie im Lehel, München
- 1997 Galerie Boisserée, Köln
- 1998 „Die Quellen des Neptun“, Museum Goch; Maximilianpark, Hamm; Kunstverein Krefeld (mit Bettina van Haaren)
- 2001 „Fremde. Orte“, Saarland-Museum, Saarbrücken; Galerie Albstadt, Städtische Kunstsammlungen
- 2002 Galerie pro arte, Freiburg; Grafiek, Silverenberg Galleries, Eindhoven (NL)
- 2003 „Solche Türsteher und ihr Gefolge“: Druckgraphische Arbeiten 1996-2002, Kunstverein Radolfzell; Kunstverein Eisenturm Mainz; Stadtmuseum Beckum; „Parks verschiedener Wünsche“, Galerie Palais Walderdorff, Trier
- 2004 Galerie Boisserée, Köln (mit Henning Kürschner); „Große Parkstücke“: Hochdruck-Unikate 2002-2004, Saarländisches Künstlerhaus, Saarbrücken
- 2005 „Wegelager“, Kunstverein Reutlingen/Hans-Thoma-Gesellschaft; Automatenlauf, Artforum, Offenburg; Landschaft mit Fluchtversuch, Galerie Zlotos, Frankfurt/M.
- 2006 „Dschungel“, Egbert Baqué Contemporary Art, Berlin
- 2007 „Neue Arbeiten“, Galerie Dagmar Rehberg, Mainz; Gestrüpp und Gehege, Arbeiten auf Papier 1987-2007, Villa Goecke, Krefeld; „Dschungel“, Städtische Galerie Neunkirchen
- 2008 „Desperate landscapes“, Egbert Baqué Contemporary Art, Berlin; Auch eine Verschwörung im Gelände: Druckgraphische Arbeiten 2005-2008, Städtische Galerie Tuttlingen
- 2009 „Gerüst. Geröll“: Malerei 1989-2004, Richard-Haizmann-Museum, Niebüll, und Märkisches Museum, Witten
- 2010 „Das Geröll“: Druckgraphische Arbeiten 2008/09, Verein für Original-Radierung, München; Egbert Baqué Contemporary Art, Berlin; „Ausgewählte Blätter aus drei Jahrzehnten“, galerieampavillon, Saarbrücken; Abschüssige Rabatten. Italienfahrten: Zeichnungen, Dortmunder Kunstverein
- 2011 Abschüssige Rabatten. Italienfahrten: Zeichnungen, Kunstverein Eislingen, Eislingen; Ausflug ins Gebirge, Villa Goecke Ralph Kleinsimlinghaus, Krefeld; Ein Raum Kritzelbarock, Galerie Huber, München
- 2012 „Artist's proof“, Galerie am Pavillon, Saarbrücken; Malerei, Stadtmuseum, Lindau/Bodensee
- 2013 „Verdacht und Anhöhe“: Arbeiten auf Papier, Kronacher Kunstverein e.V., Kronach
- 2014 Galerie Schlichtenmaier, Grafenau/Stuttgart
- 2016 „Römische Gelände“, Radierungen und Lithographien, Galerieampavillon, Hans Karl Reuther, Saarbrücken; „Geläufiges Gelände. Kritzelbarock“, Zeichnungen, Museum St. Wendel, St. Wendel; „Großes Gehege“, Druckgraphische Arbeiten, Kunstverein Haus 8 e.V., Kiel
- 2017 „Geläufiges Gelände.Kritzelbarock“, Richard Haizmann Museum, Niebüll; „Zurück an den Orten“, Kunstverein Böblingen; „Hochdrucke“, Galerie Hoch & Partner, Leipzig
- 2018 „Geläufiges Gelände.Kritzelbarock“, Emschertal-Museum Herne; „Zurück an den Orten“, Museum Voswinckelshof, Dinslaken
- 2019 „Solche Figuren im Park“, Galerie Dagmar Rehberg, Horn
- 2021 „Lithographien“, Galerie im Kulturbahnhof, Saarbrücken; „Allee und Sonntagmorgen“, Neue Radierungen, Verein für Originalradierung, München; „Flurstücke. Gewesene Gehäuse“, Zeichnungen, Forum ALTE POST, Pirmasens

### Ausstellungsbeteiligungen
- 1982 Städt. Museum Marl
- 1983–2006 Große Kunstausstellung NRW Düsseldorf
- 1986 8. Intern. Triennale der Druckgraphik, Frechen
- 1987 Landeskunstausstellung, Saarland Museum, Saarbrücken
- 1988 Deutsche Kunst heute, Palais de l’Europe, Brüssel
- 1989 Inwendig voller Figur, Museo Civico I, Castelfranco Veneto
- 1990 Wilhelm Hack-Museum, Ludwigshafen
- 1991 „Similitudes et Différences“, Saarland Museum, Saarbrücken
- 1993 Hochdruckgraphik der Gegenwart, Städt. Galerie Moers
- 1994 „Zeichen zeigen“, Kunstverein Speyer
- 1995 Farbenheit, Stadtgalerie Saarbrücken
- 1996 Die Zierde der Bücher, Museum Goch
- 1997 12. Nationale der Zeichnung, Zeughaus Augsburg
- 1998 Die Schärfe der Bilder, Galerie Katuin, Groningen (NL)
- 1999 Neue Wege im Holzschnitt, Kunstmuseum Spendhaus, Reutlingen
- 2000 Positionen der Zeichnung im Saarland, Stiftung Demokratie, Saarbrücken
- 2001 100 beste Plakate 2000, Staatsbibliothek, Berlin
- 2002 Schnittstellen – Holzschnitte aus Deutschland, Kunstmuseum Spendhaus, Reutlingen
- 2003 Interfaces, Fukumitsu Art Museum, Fukumitsu (J)
- 2004 Staffellauf, Kaiser-Wilhelm-Museum Krefeld
- 2005 Künstlerbund Baden-Württemberg, Städt. Galerie Karlsruhe
- 2006 2. Biennale der Zeichnung, Kunstverein Eislingen
- 2007 Hochdruckzone, Kunstmuseum Spendhaus und Kunstverein Reutlingen
- 2008 inventur – Radierung in Deutschland, Kunstverein Reutlingen; Dein Land macht Kunst, Landeskunstausstellung des Saarlandes, Stadtgalerie Saarbrücken
- 2009 inventur – Radierung in Deutschland, Picasso-Museum, Münster
- 2010 Blüht erst wenn ich komme, Kunstverein Ellwangen
- 2011 Stein-Druck-Kunst, Galerie Stihl, Waiblingen; Voilà-Aka-Gastspiel, Staatsgalerie Stuttgart
- 2012 Über die Erdung, Druckgraphische Arbeiten: Volker Lehnert und Studierende der Staatlichen Akademie der Bildenden Künste Stuttgart, Galerie im Alten Bau, Geislingen an der Steige
- 2013 SaarART 2013 – Zehnte Landeskunstausstellung, Museum St. Wendel
- 2014 gerühmt und vergessen – Deutsche Landschaftsgraphik, Schloss vor Husum; Hochdrucke, Kunstverein Schorndorf
- 2015 Neuland, Galerie Albstadt, Städtische Kunstsammlungen; caricare, Veste Rosenstein, Kronach; eindrucke – Chinesische und deutsche Druckgraphik, Schloss Elbroich, Düsseldorf; Die Schärfe der Bilder – Die Radierung im Umkreis der Stuttgarter Kunstakademie, Städt. Galerie Bietigheim-Bissingen; Druckreif, Städt. Kunstmuseum Reutlingen; Alle, Städt. Galerie Karlsruhe; Made in Germany: Prints by Nine Contemporary Artists, Highpoint Center for Printmaking, Minneapolis/USA
- 2016 Linolschnitt heute X: Grafikpreis der Stadt Bietigheim-Bissingen, Städtische Galerie Bietigheim-Bissingen
- 2017 SaarART 2017 – 11. Landeskunstausstellung, a w | Burbach-Lehrwerkstatt

## Auszeichnungen
- 1981 Förderstipendium der Universität Mainz und Förderpreis der Internationalen Senefelder-Stiftung für Lithographie
- 1982 Graphik-Preis der Wilhelm-Dröscher-Stiftung
- 1988 Sickingen-Preis für Malerei, Kaiserslautern; Ramboux-Preis für Malerei der Stadt Trier
- 1991 Mainzer Kunstpreis Eisenturm für Druckgraphik
- 2016 Erster Preis beim Wettbewerb „Linolschnitt heute X: Grafikpreis der Stadt Bietigheim-Bissingen“